# Magyaria pulcherrima
Magyaria pulcherrima är en kvalsterart som beskrevs av Balogh 1970. Magyaria pulcherrima ingår i släktet Magyaria och familjen Haplozetidae. Inga underarter finns listade i Catalogue of Life.